# Hydroglyphus trassaerti
Hydroglyphus trassaerti är en skalbaggsart som först beskrevs av Feng 1936.  Hydroglyphus trassaerti ingår i släktet Hydroglyphus och familjen dykare. Inga underarter finns listade i Catalogue of Life.